# Station Grésy-sur-Aix
Station Grésy-sur-Aix is een spoorwegstation in de Franse gemeente Grésy-sur-Aix.